# Mario Colucci
Pour les articles homonymes, voir Colucci.
Mario Colucci, né en 1932 à Rome, est un réalisateur et scénariste italien.

## Biographie
Mario Colucci naît en 1932 à Rome. Après avoir travaillé comme assistant réalisateur en 1960 sur Des filles pour un vampire de Piero Regnoli, Colucci écrit plusieurs scénarios de films de genre entre 1962 et 1967, parfois sous le pseudonyme de « Ray Colloway ».
Sa première réalisation est un western spaghetti intitulé Vendetta à l'ouest (de). Trois ans plus tard, il sort le giallo Quelque chose rampe dans la nuit dont le critique Louis Paul a fait l'éloge dans son ouvrage sur les films d'épouvante italiens : d'après lui, « C'est l'un de ces films sous-estimés qui attendent d'être redécouverts ».
Colucci réalise un dernier film dramatique en 1972, L'altro piatto della bilancia avec Catherine Spaak et Philippe Leroy, puis il quitte ensuite le métier.

## Filmographie

### Réalisation
- 1968 : Vendetta à l'ouest (de) (Vendetta per vendetta)
- 1971 : Quelque chose rampe dans la nuit (Qualcosa striscia nel buio)
- 1972 : L'altro piatto della bilancia

### Assistance à la réalisation
- 1960 : Des filles pour un vampire (L'ultima preda del vampiro) de Piero Regnoli
- 1967 : Technique pour un massacre (it) (Tecnica per un massacro) de Roberto Bianchi Montero

### Scénario
- 1962 : Le Chevalier masqué (Il segno del vendicatore) de Roberto Mauri
- 1963 : Le Pirate du diable (Il pirata del diavolo) de Roberto Mauri
- 1964 : Una sporca faccenda (it) de Roberto Mauri
- 1965 : Agent Z-55, mission désespérée (es) (Agente Z 55 missione disperata) de Roberto Bianchi Montero
- 1966 : Pas d'orchidée pour le shérif  (Un dollaro di fuoco) de Nick Nostro
- 1967 : El hombre del puño de oro (L'uomo dal pugno d'oro) de Jaime Jesús Balcázar
- 1967 : Œil pour œil, dent pour dent (Occhio per occhio, dente per dente) de Miguel Iglesias
- 1967 : Un colpo da re (it) d'Angelo Dorigo
- 1968 : Vendetta à l'ouest (de) (Vendetta per vendetta) de lui-même
- 1971 : Quelque chose rampe dans la nuit (Qualcosa striscia nel buio) de lui-même
- 1972 : L'altro piatto della bilancia de lui-même